# Héraldique

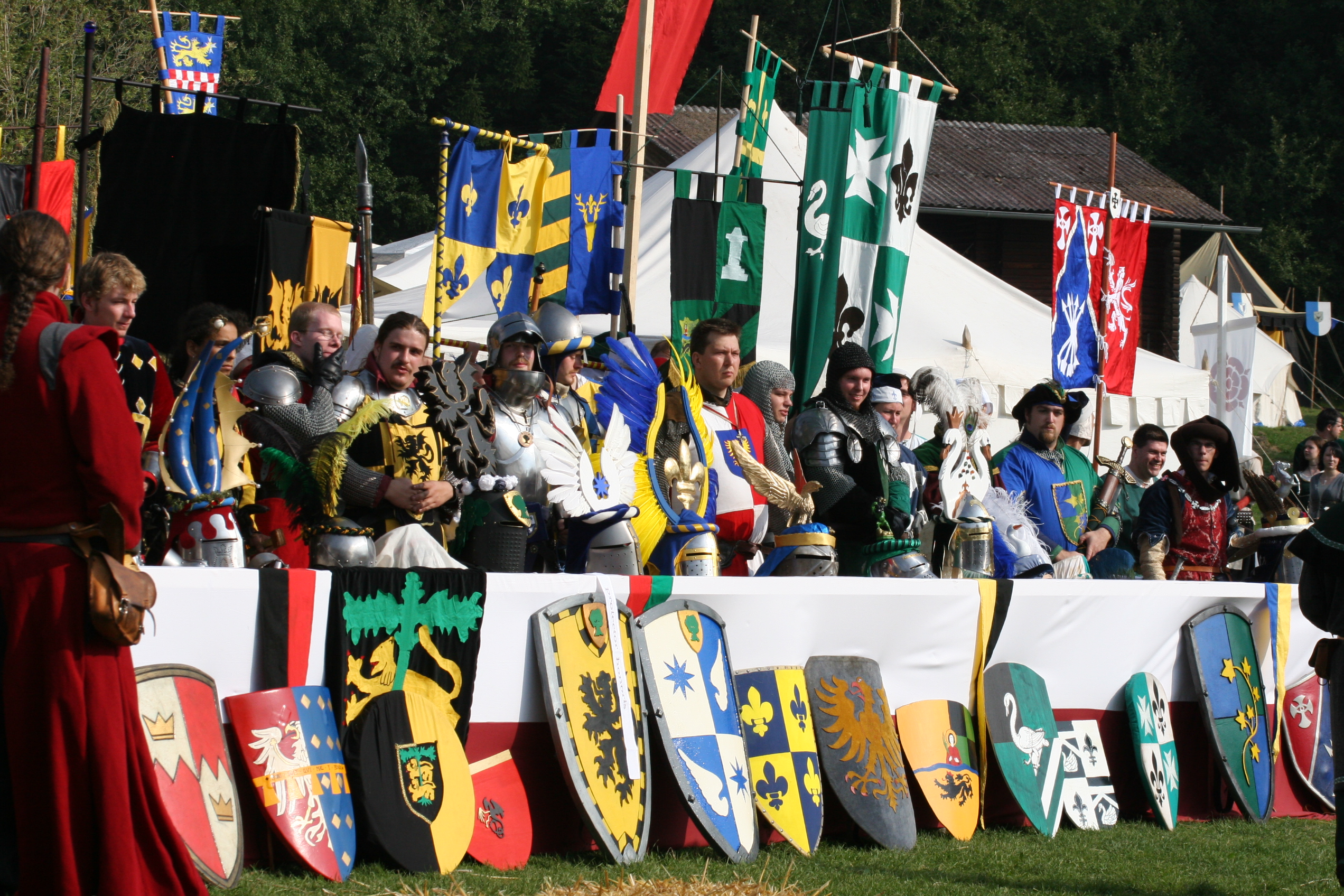
Présentation des « blasons » (ou écus armoriés) dans une reconstitution de tournoi médiéval.

L'héraldique est l'étude des armoiries (ou « armes »). Le terme vient du nom masculin « héraut », c'est-à-dire celui qui annonçait et décrivait les chevaliers entrant en lice (tournoi), qui annonçait les événements et qui portait les déclarations de guerre en tant qu'officier public au Moyen Âge. En plus d'être un adjectif, « héraldique » est un nom, un substantif féminin singulier désignant la science du blason. C'est aussi un champ d'expression artistique et un élément du droit médiéval et du droit d'Ancien Régime.
Elle constitue une science auxiliaire de l'histoire au même titre que la sigillographie, la vexillologie, la phaléristique et la diplomatique.
L'héraldique s'est développée au Moyen Âge dans toute l'Europe comme un système cohérent d'identification non seulement des personnes, mais aussi en partie des lignées (les armoiries pouvant être transmises par héritage en traduisant le degré de parenté) et des collectivités humaines (corporations, villes, associations), ce qui en fait un système emblématique unique en un temps où la reconnaissance et l'identification passaient rarement par l'écrit.
Apparue au XIIe siècle au sein de la chevalerie, elle s'est rapidement diffusée dans l'ensemble de la société occidentale : clercs, nobles, bourgeois, paysans, communautés, etc. Ensuite, elle a également servi à représenter des corporations de métiers, des villes et plus rarement des régions, des pays.

## Définitions

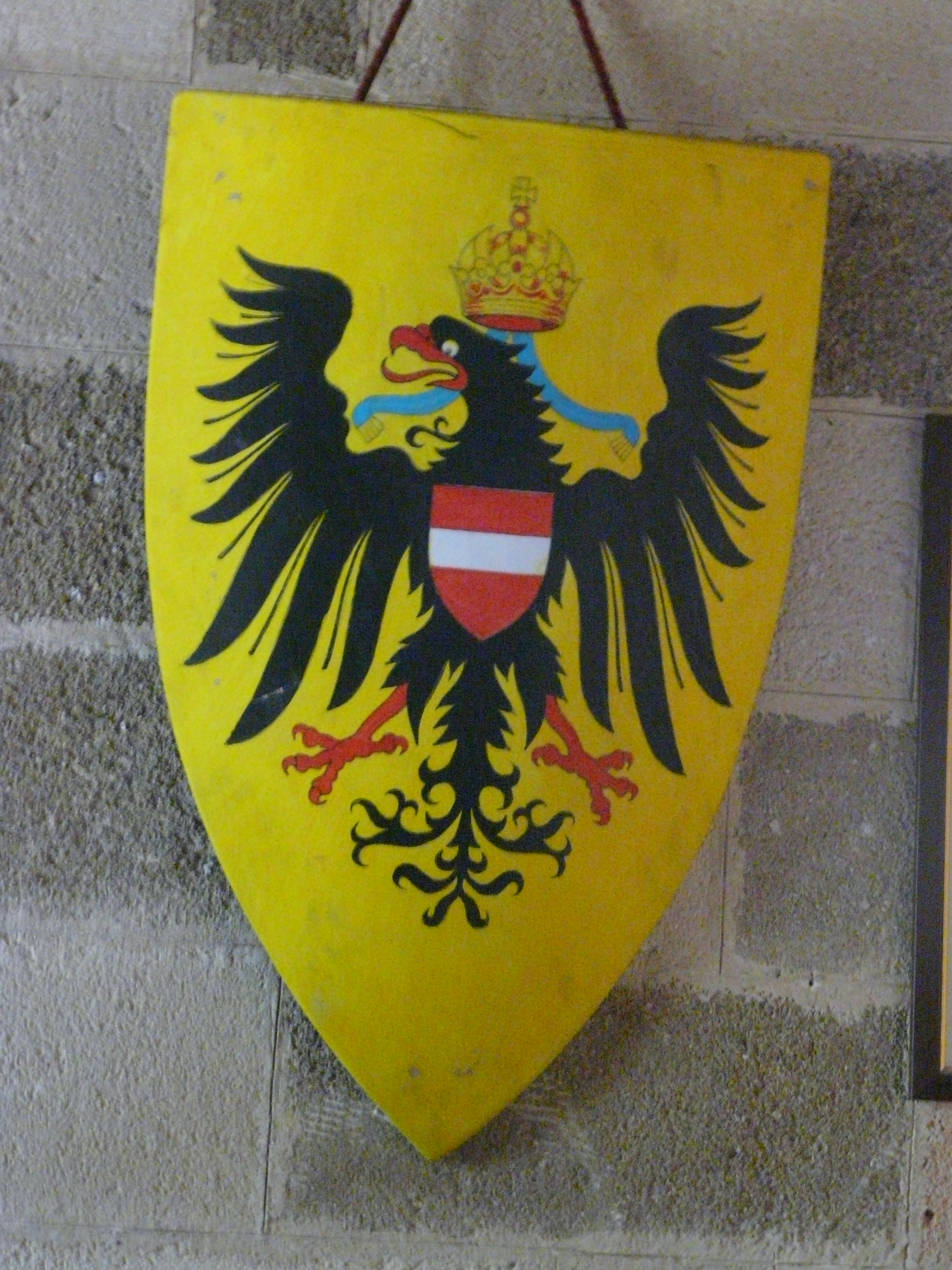
Armes sur un écu : reproduction moderne d'un bouclier armorié (armes des Habsbourg d'Autriche).

Exemple d'armoiries, celles de Dunkerque.

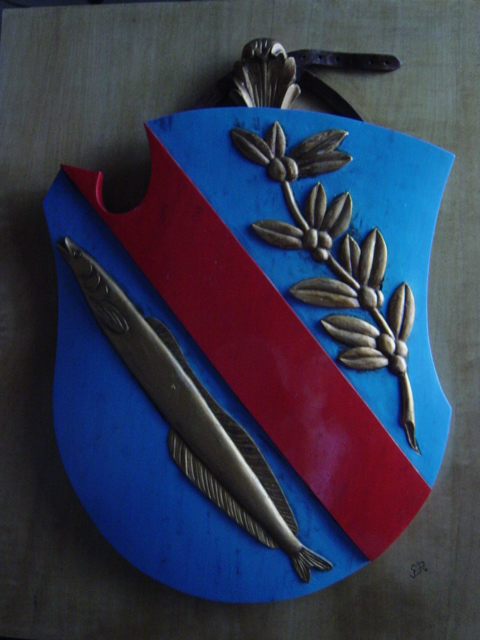
Blason en bois sculpté verni de la famille Ciciarelli de Cicerello da Lago. Armes à enquerre.

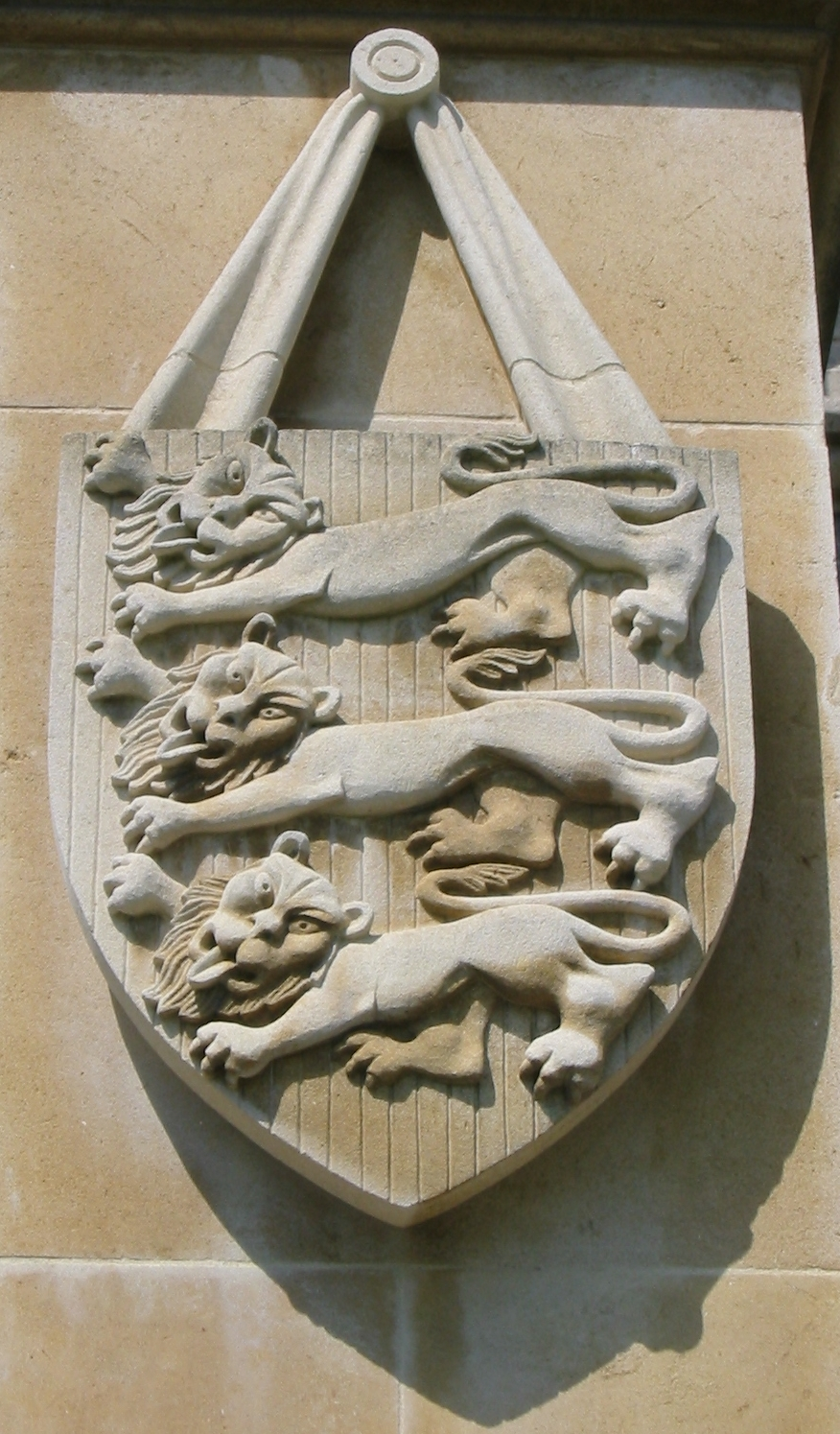
Armes de l'Angleterre, écu sculpté dans la pierre.

Si les termes de « blasonner » et de « blasonnement » font l'unanimité quant à leur définition, les termes « blason », « armes », « écu » ou « armoiries » sont souvent employés les uns pour les autres, et pas toujours avec les mêmes limitations, aussi bien dans des ouvrages de vulgarisation que dans les travaux d'auteurs faisant autorité.
- Le mot « blason » s'appliquait autrefois à un bouclier armorié, le fait de créer des armes ou d'en définir le contenu étant alors le verbe blasonner ou le nom blasonnement. Depuis le début du XIXe siècle, le terme blason désigne la définition verbale ou écrite d'armes, et, par extension, l'art (le savoir-faire) ou même la science des armoiries[4].
« Blason » est un mot d'origine obscure qui vient peut-être du francique blâsjan (« torche enflammée », « gloire »), ou du mot germanique blasen, « sonner du cor »[5]. Selon Michel Guérard, le mot blasus, figurant dans le polyptyque d'Irminon, signifierait « arme de guerre »[6], mais ni Du Cange ni les autres dictionnaires de latin médiéval ne reprennent cette signification.
- Le « blasonnement » est l'action de décrire les armoiries[7] (définie aussi par « blasonner »[8]), ou le texte (écrit ou oral) qui en résulte[4].
- « Blasonner » signifie « décrire » des armoiries suivant les règles de la science héraldique, mais aussi créer des armes.
- Les « armes » sont des emblèmes peints sur un écu qui doivent pouvoir être décrits dans la langue du blason et qui désignent quelqu'un ou quelque chose. Elles ont le même rôle qu'une marque, un logo ou un nom propre : elles sont la manière héraldique d'identifier, de représenter ou d'évoquer une personne, physique ou morale (maison ou famille, ville, corporation…)[9]. Les armes sont généralement considérées comme la propriété (intellectuelle) de cette personne, qui en est titulaire.
- Les « armoiries » (mot toujours au pluriel) sont ce qui est représenté graphiquement sur un objet armorié (au minimum l'écu). Les armoiries comprennent l'ensemble de la panoplie formée par l'écu, qui désigne le sujet, et ses ornements extérieurs éventuels (support, couronne, collier d'ordre…), qui disent quelque chose sur ce sujet. Certains ornements extérieurs (cimiers, tenants) font quasiment partie des armes (et leur sont donc systématiquement associés), certains sont arbitraires ou fantaisistes (lambrequins, symboles allégoriques ou votifs), mais la plupart sont la représentation héraldique de titres, de charges ou de dignités : ils sont alors attribués officiellement et peuvent varier suivant l'état du titulaire à un instant donné.
- L'« écu » est l'élément central et principal des armoiries. C'est le support privilégié sur lequel sont représentées les armes. Cependant, plusieurs armes peuvent être représentées sur un même écu, sans nécessairement représenter une personne unique : ce peut être l'union de deux armes représentant un mariage, ou la superposition de nombreuses armes. Un écu représente donc des armes, ou une alliance d'armes. Dans tous les cas, l'écu délimite graphiquement le sujet dont parle la composition et est suffisant pour identifier des armes ou une alliance.

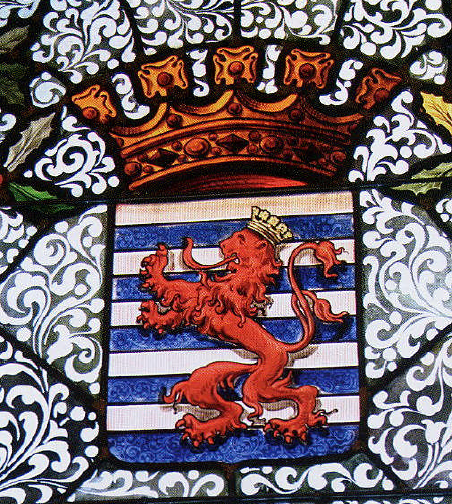
Armoiries d'Arlon réalisées sur un vitrail à l'hôtel de ville.

## Racines historiques de l'héraldique

### Héraut

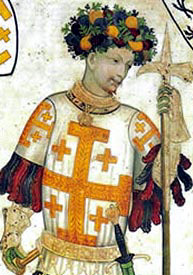
Godefroy de Bouillon portant un tabard.

Pour les grands seigneurs, le rôle de l'écuyer prend progressivement une dimension diplomatique et se spécialise dans la fonction de héraut. Désarmés, sans valeur de rançon, ils bénéficient d'une immunité diplomatique avant la lettre et peuvent se déplacer librement pour assurer leur mission, y compris dans les camps et pays ennemis. Ils sont par conséquent tenus à une impartialité et une discrétion strictes. L'activité des hérauts est régie par tout un code de droits et d'obligations.
Comme corps, les hérauts sont aisément identifiables à leur vêtement d'office, la cotte d'armes, souvent appelée « tabard » de nos jours. Il s'agit d'une ample tunique portée par-dessus les vêtements, reprise du surcot porté par les chevaliers par-dessus leur armure. Sa forme et sa richesse évoluent avec les siècles : simple drap de laine peint à l'origine, elle devient à l'époque moderne un objet très précieux, fait de velours, de draps d'or et de soie brodés. La cotte du héraut est frappée des armes du haut personnage qui l'emploie, ou du gouvernement qu'il représente (pays, région, ville…). C'est un vêtement qui rend visible son porteur de loin, associant l'officier d'armes à son maître. Revêtu de sa cotte d'armes, le héraut devient un double symbolique de son seigneur, authentifiant ses dires à la manière d'un sceau et transformant toute injure faite à sa personne en une injure directe faite à son seigneur. Elle en vient donc à être le symbole de l'immunité de l'office d'armes.
Au Moyen Âge, le héraut devient un officier domestique au service d'un prince ou d'un seigneur. Dans le déroulement de la guerre, il est chargé de porter les déclarations de guerre, les sommations. Pour les chevaliers qui participent à une mêlée (que ce soit une bataille ou un tournoi), il peut recevoir des testaments ou des dépôts sacrés, et il assure de dignes funérailles en cas de besoin. Son rôle s'étend à tout ce qui a trait à l'honneur ; il reconnaît les armes nobles et surveille les blasons, il règle les cérémonies et les jeux et témoigne des actes de valeur.

#### Création de l'héraldique
Si le blason, comme savoir, voire comme science, peut se tracer depuis le Moyen Âge, c'est sa codification par les hérauts qui a amené les érudits du XVIIe siècle à nommer cette discipline « science héraldique », c'est-à-dire « science du héraut ». Cependant, tous les hérauts n'étaient pas de parfaits érudits du blason et la maîtrise de ce savoir était loin d'être leur monopole.

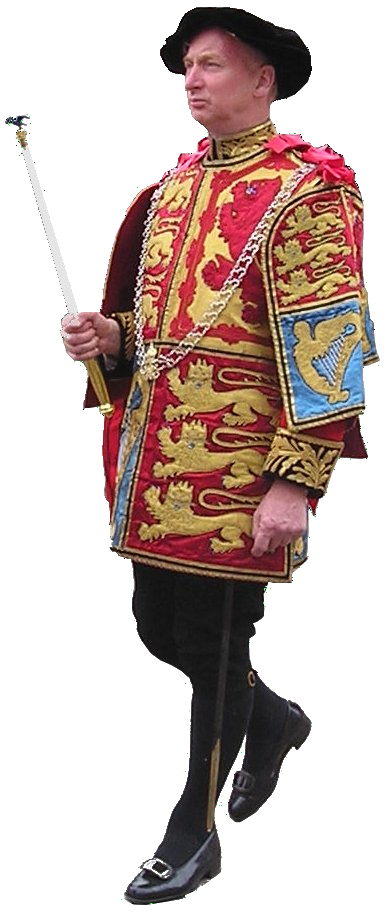
Un héraut extraordinaire contemporain en Angleterre.

Dans les tournois et joutes, les hérauts annonçaient le chevalier en énonçant son blason, c'est-à-dire la description des figures couvrant son bouclier, avant de nommer son titulaire. Cette pratique est à l'origine de la langue héraldique, à l'origine naturelle et comprise de tout le public. C'est cette pratique qui fonde et stabilise l'héraldique.
- D'une part, elle fixe le lien entre un titulaire et ses armes, ce qui impose comme première règle de ne pas prendre les armes portées par autrui.
- D'autre part, elle implique l'équivalence héraldique entre la représentation graphique (armoriée) et la description orale (le blason), qui n'en retient que les éléments significatifs.

À partir du XIVe siècle, les hérauts sont devenus les spécialistes de l'héraldique, ou science des armoiries et blasons. Ils en codifient la composition et la description, en formulant notamment les règles du blason, voyagent et établissent des armoriaux pour peindre et retenir celles qu'ils rencontrent.
Le juge d'armes est celui qui est établi pour juger des armoiries et des titres de noblesse.

### L'héraldique dans la société

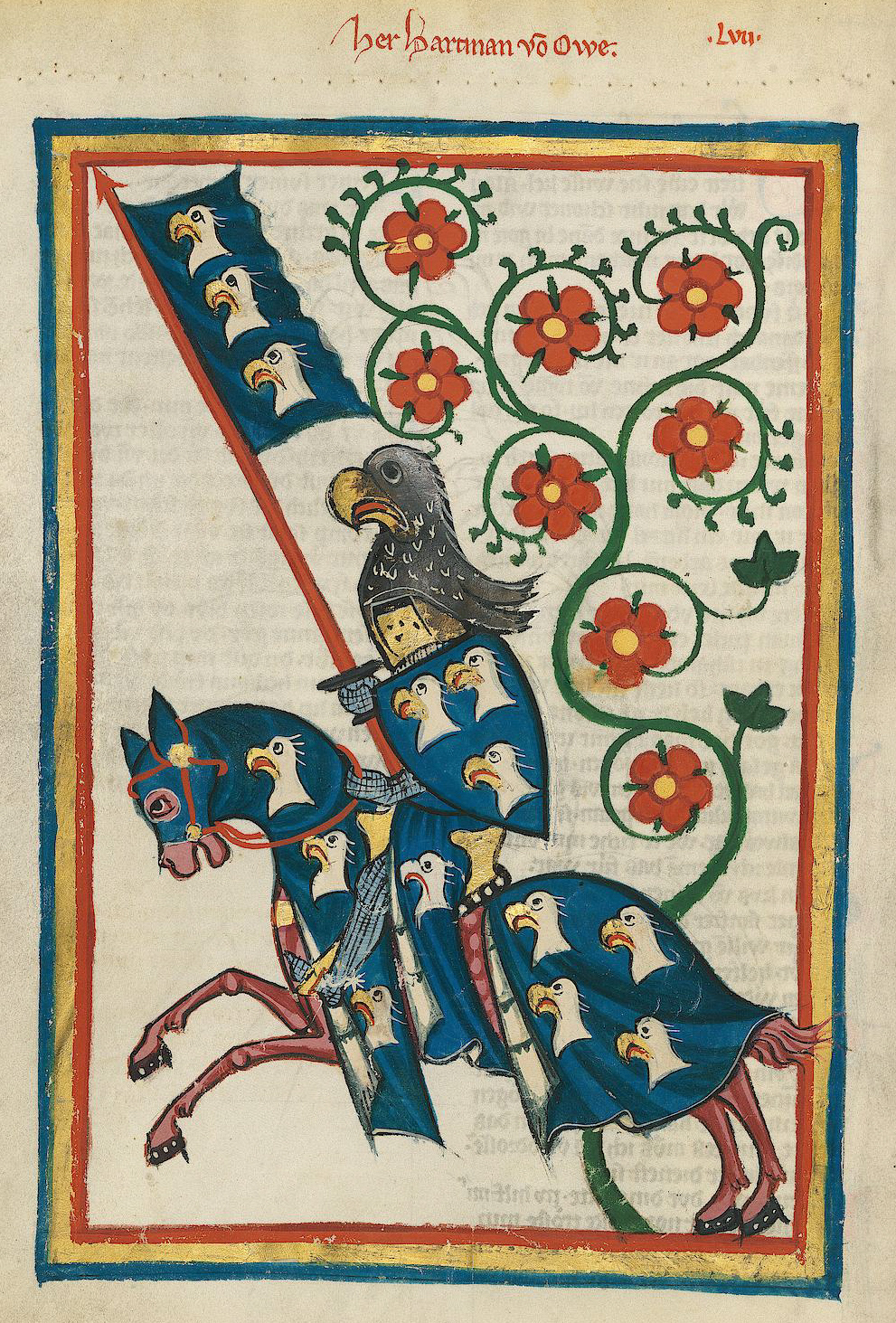
Écu, bannière, flanchières et caparaçon armoriés.

#### Représenter une identité
Les figures peintes sur l'écu, stabilisées et énoncées par des hérauts, donnent naissance à l'héraldique. L'héraldique est essentiellement la science des hérauts, et son origine ne peut se comprendre qu'à travers leur rôle.
Le premier élément à avoir été armorié, dans un but militaire, a donc été l'écu du chevalier. Puis ces éléments ont été repris sur tout son équipement, pour permettre de reconnaître le titulaire (sur la cotte d'armes) mais aussi le représenter (bannière) ou marquer sa propriété (caparaçons, housse ou flanchières des chevaux…).
Ce lien entre des armes et leur titulaire a ensuite été repris dans la composition des sceaux. Les armoiries sont ainsi devenues l'image de la personnalité juridique. La pratique des sceaux armoriés a étendu l'usage des armoiries à toutes les entités capables d'avoir un sceau. Cette pratique est encore vivante dans l'usage de chevalières armoriées, qui sont en principe destinées à servir de sceaux (c'est pourquoi elles sont gravées en creux).

#### Développement historique
D'abord utilisées par les chefs de guerre qui les figurent sur leur bouclier au XIIe siècle, l'usage des armoiries s'étend progressivement aux chevaliers, puis à la noblesse adoubée ou non (fin XIIe siècle - début XIIIe siècle). À travers l'identification de la personne par les armoiries, notamment dans le sceau, l'usage s'étend aux femmes (début XIIIe siècle) et aux prélats nobles (XIIe siècle), et des prélats aux bourgeois, aux artisans et échevins, aux chapitres et corporations (XIIIe siècle), aux communautés urbaines (XIIe siècle), aux communautés ecclésiastiques et ordres religieux, aux seigneuries, fiefs, provinces, aux universités et aux administrations civiles. Les armoiries ne sont en rien un privilège de la noblesse ; dans certaines régions, comme la Normandie, les paysans en font parfois usage.
Par ailleurs, dès le XIVe siècle, des armoiries sont attribuées à des personnages ayant existé avant la création de l'héraldique, voire à des personnages mythiques ou mythologiques. Ces armoiries imaginaires relèvent de l'héraldique imaginaire.
Devenues un signe d'identité sociale, les armes deviennent héréditaires et désignent des maisons, c'est-à-dire des familles et des liens de parenté (XIVe siècle), puis plus généralement des liens sociaux, ce qui amène progressivement à les composer de plus en plus.
Jusqu'au XVIe siècle, les figures employées sont principalement des figures animales, en nombre assez restreint (une quinzaine d'usage courant), ainsi que quelques meubles inanimés, souvent abstraits, et, surtout, des figures géométriques. Par la suite, le répertoire s'élargit aux objets, aux armes, aux parties du corps, aux bâtiments…

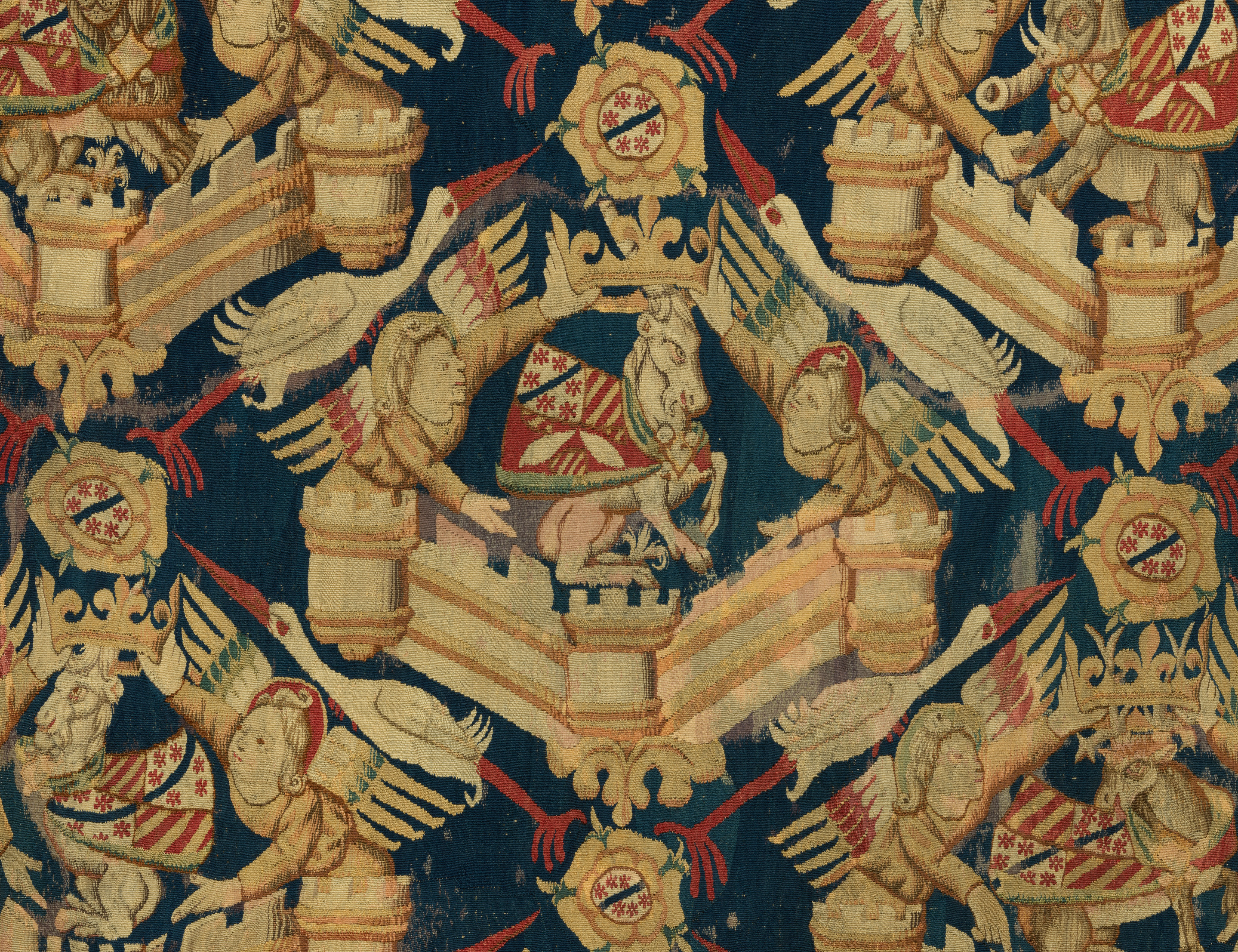
Détail de l'une des tapisseries aux armes Roger de Beaufort, Turenne et Comminges. L'identification des blasons a permis d'identifier les destinataires de cet ensemble de tapisseries et de le dater de la seconde moitié du XIV, ce qui en fait le plus ancien ensemble conservé de tapisseries armoriées.

#### Étude des objets armoriés
Armorier un objet y ajoute un élément décoratif et affirme un lien avec le titulaire, lisible y compris par ceux qui ne savent pas lire. Les armoiries se rencontrent ainsi sur tous les témoignages du passé : documents, livres (sur la couverture ou à l'intérieur : l'ex-libris), tapisseries, monuments, plaques de cheminées, meubles, bijoux, véhicules… L'identification des armoiries, quand elles ne sont pas fantaisistes, permet de replacer leur support dans le temps et dans l'espace social et d'en retracer en partie l'histoire ou la provenance géographique. L'identification du titulaire est facilitée par les ornements extérieurs, notamment les ordres de chevalerie représentés. Elle peut conduire à une très grande précision, de l'ordre de l'année, lorsque celui-ci a fréquemment modifié la composition de ses armes, et la conjonction d'armes sur un même support peut conduire à des conclusions encore plus précises.

### Noblesse et armes
La composition d'un blason représente graphiquement la situation d'un titulaire par rapport à un certain ordre social, entre le XIIe siècle et le XIXe siècle. L'étude du blason suppose donc une certaine connaissance de la société et de son organisation en noblesse, rangs, ordres, coutumes…
Cependant, avoir des armoiries n'a jamais historiquement été l'apanage d'une classe noble.
Les armes ne sont pas nobles par nature, elles ne sont au départ que l'enseigne de leur titulaire. C'est à ce titulaire qu'il appartient de s'« ennoblir », c'est-à-dire de manifester sa noblesse par ses actes, en attirant gloire et honneur sur ses armes. La reconnaissance sociale officielle de ce caractère noble, ou « anoblissement », ne vient que reconnaître une noblesse qui a été acquise préalablement.
Le noble est essentiellement le « chef » de quelque chose, ce dont il tire gloire et honneur. Le moyen d'y accéder peut être par les armes, par violence ou usurpation, par héritage de possessions, en étant titulaire d'une charge… Dans cette logique, l'exercice efficace et durable du pouvoir est sa propre légitimation, et seul le résultat à long terme compte. Une personne est reconnue comme noble quand elle occupe durablement une situation de commandement ou de responsabilité, au point d'y identifier sa personne sociale. Les armes représentent à la fois la personne, son pouvoir actuel et la gloire accumulée depuis parfois des générations.

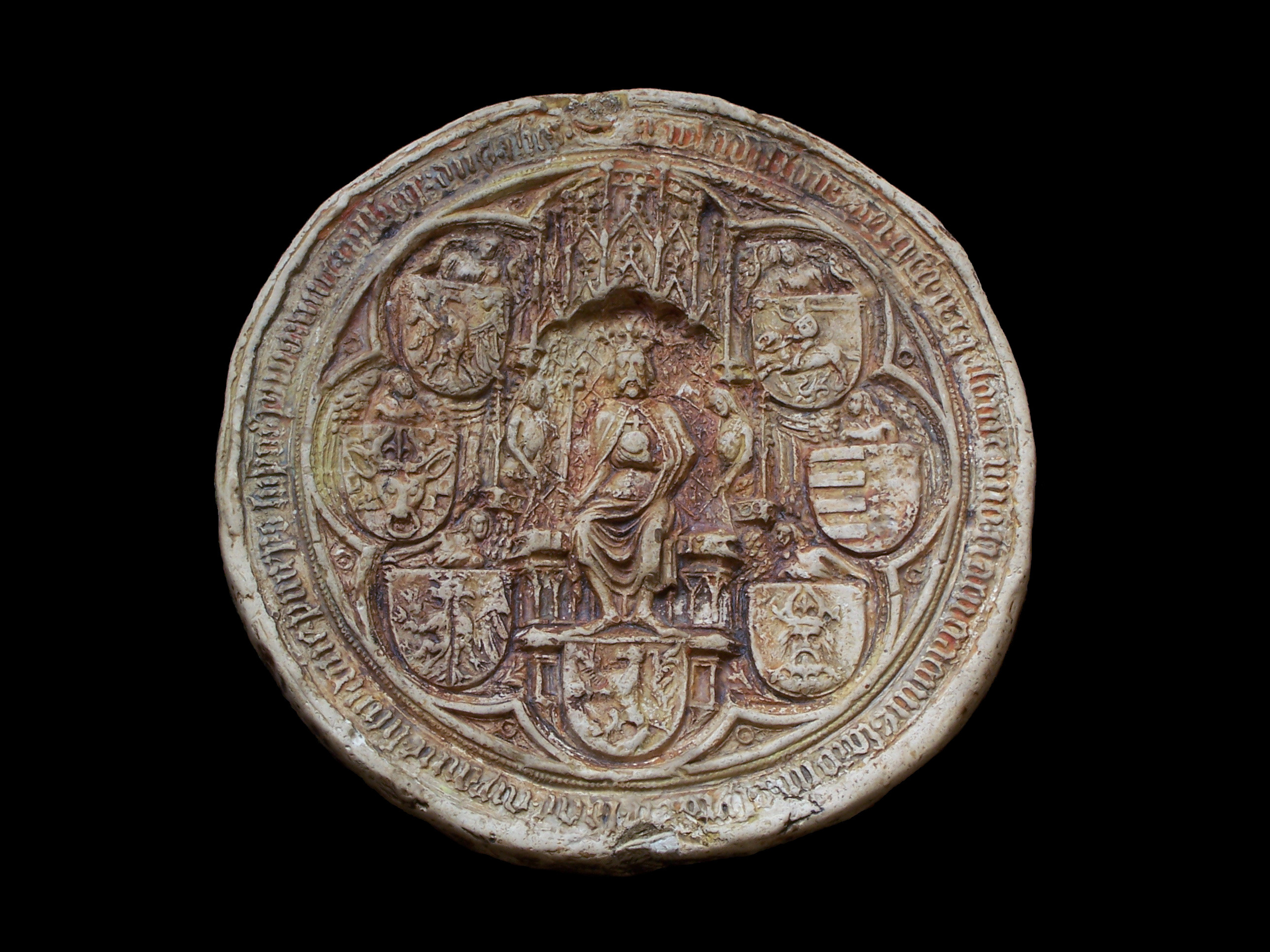
Sceau polonais présentant les armes des possessions royales.

Le succès attire le succès, y compris sur les membres de sa famille, et une maison « noble » tend ainsi à le rester. La direction d'une terre ou d'un territoire est généralement héréditaire, et il n'est pas toujours possible de distinguer les armes d'une terre de celles de la maison qui l'a dirigée. En revanche, une charge est généralement personnelle, si bien qu'elle est plus volontiers figurée dans les ornements extérieurs que dans les armes proprement dites.
Les armes les plus fameuses sont le signe d'une appartenance collective à laquelle on doit ou souhaite se rattacher. Le rattachement se traduit en reprenant les armes intégralement (cas du chef de lignée), avec une brisure, ou dans une composition. Ce rattachement est obtenu de droit, titre, héritage et lignée, par acquisition (fief possédé), ou par privilège acquis ou concédé. C'est un honneur de porter des armes fameuses, et cet honneur oblige en principe son titulaire à contribuer à la gloire de ces armes. C'est ce que traduit l'expression « noblesse oblige » : le port d'armes nobles signifie simplement que l'on est de noble lignée, mais ne dit rien de plus sur son caractère propre.

#### Titulaire

Autour des armes de la Maison de Montmorency, ce titulaire (Henri II de Montmorency) porte la couronne ducale, les colliers de l'Ordre de Saint-Michel et de l'Ordre du Saint-Esprit, et l'ancre marquant la charge d'Amiral de France.

Le titulaire d'un blason est la « personne » que désigne ce blason. Les armes appartiennent à un certain titulaire, dont les attributs sont représentés par les ornements extérieurs. C'est l'ensemble de cette relation que représentent les armoiries. Le titulaire peut être de toute nature (individu, famille, collectivité, institution…).
La composition d'armes nouvelles traduit ce que le titulaire met en avant par rapport à un tissu de liens et de droits sociaux, symbolique primitive, mais aussi appartenance à une lignée (par les armes de sa famille), affirmation de sa généalogie (par composition des armes de ses parents, grands-parents), mariage (par composition des armes du conjoint), fiefs sur lesquels on a des droits réels ou supposés, actuels ou passés… Les armes de villes ou d'institutions composent de même celles de leur fondateur ou seigneur.
Les armes proprement dites sont généralement invariables, mais les ornements extérieurs dépendent généralement du titulaire, de ses titres, dignités et qualités, sa fonction ou sa condition sociale.

#### Ordre religieux et de chevalerie
Les ordres religieux hospitaliers et militaires naissent avec les croisades, ordre des Hospitaliers, ordre du Temple… À la fin du Moyen Âge, des ordres de cour sans vocation religieuse sont créés, le plus prestigieux étant l'ordre de la Toison d'or.
Les ordres peuvent être souverains (par exemple, l'ordre de Saint-Jean de Jérusalem). Le plus souvent, ils sont rattachés au pays ou à la maison dynastique qui les ont créés.
Les insignes d'ordre de chevalerie font généralement partie des ornements extérieurs des armoiries. Certains ordres s'inscrivent cependant en chef, dans l'écu du titulaire. Le plus souvent, il s'agit d'un collier d'ordre entourant l'écu. Quand le titulaire est membre de plusieurs ordres, l'ordre le plus prestigieux est placé à l'extérieur.
L'admission dans un ordre fait l'objet d'un acte officiel et enregistré. De ce fait, la représentation d'un collier d'ordre dans des armoiries permet d'identifier le titulaire bien plus précisément que la simple donnée des armes familiales.
En France, les ordres de chevalerie nationaux, Saint-Michel, Saint-Esprit… ont été supprimés par l'assemblée constituante, en même temps que les attributs de la noblesse. Napoléon créa l'ordre national de la Légion d'honneur, et l'ordre national du Mérite fut créé au XXe siècle.

#### Noblesse et armoiries

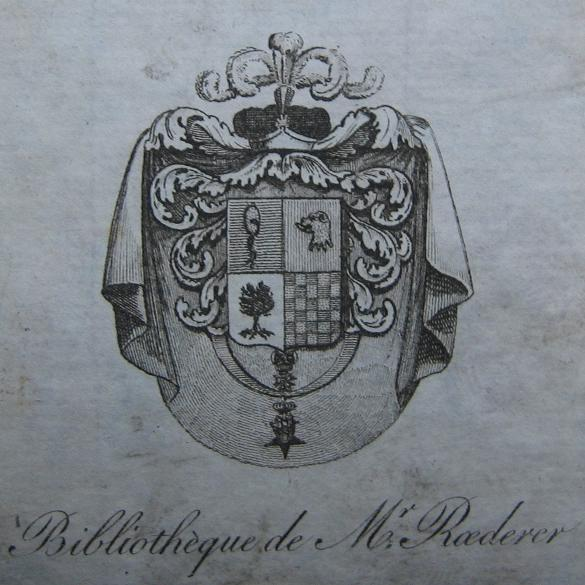
Exemple d'armoiries de l'Empire.

En France, à la Révolution, l'assemblée constituante décréta, le 19 juin 1790, la suppression de la noblesse en tant que statut de la personne et de ses attributs réels ou supposés, titres et fiefs, privilèges, ordres de chevalerie, armoiries et livrées… Interdites un temps, les armoiries furent restaurées au début du XIXe siècle par Napoléon par décret du 1er mars 1808, qui en limita pendant l'empire l'usage aux nobles, limitation abolie par Louis XVIII à la restauration. Les armoiries ne sont plus à présent l'enjeu social qu'elles étaient devenues à la fin de l'Ancien Régime.
Le Conseil français d'héraldique (CFH, association régie par la loi de 1901), créé le 7 octobre 1984, présidé par le docteur Jean-Marie Thiébaud (1984-1998) puis par Jean-Jacques Lartigue (1998-2009), par Pierre Jaillard (2009-2013) puis de nouveau par Jean-Jacques Lartigue depuis décembre 2013, aide les communes, les associations et les particuliers à créer des armoiries et publie ces armoiries nouvelles dans l'Armorial du XXe siècle auquel a succédé l'Armorial du IIIe millénaire.

### Droit des armes

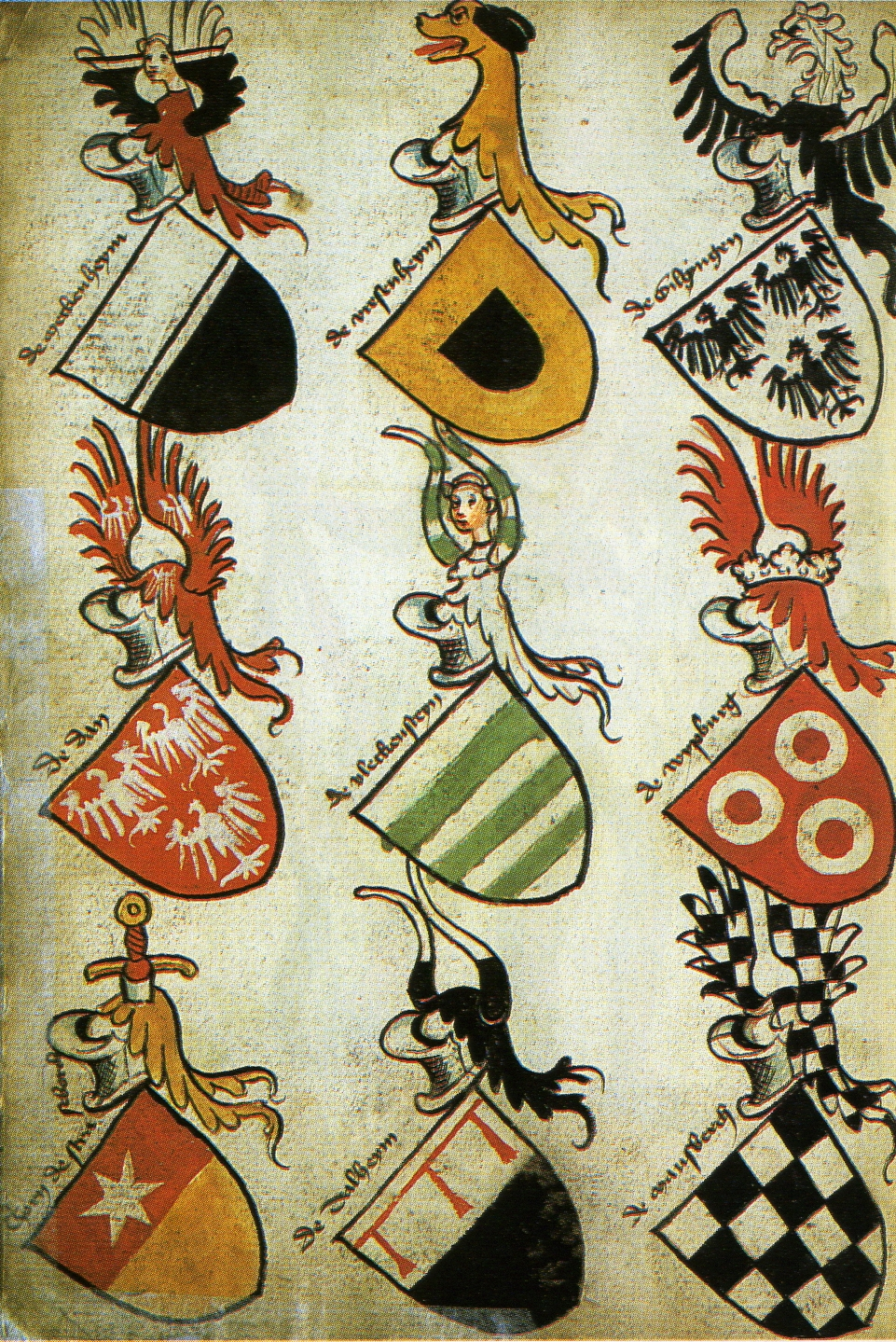
Blasons dans un armorial du XVe siècle.

Juridiquement, les armes sont l'équivalent dessiné d'un nom propre, nom de famille ou nom de lieu, et sont accessoires à ce nom. Les armes sont une propriété régulière, transmissible héréditairement, et susceptible d'être acquise ou conférée. Le droit associé aux armoiries s'apparente à celui des marques, et c'est probablement le premier sujet sur lequel un droit international coutumier ait été élaboré.
Le droit des armes varie selon les pays et selon les époques. Un élément est cependant constant, nul ne peut se doter d'armes déjà portées par autrui. Le principal problème du droit des armes est donc, pour un titulaire, de prouver l'antériorité dans l'usage d'un blason qu'il revendique. Cette preuve est généralement apportée au moyen d'actes officiels, qui enregistrent un blason donné, ou accordent une modification dans des armes préexistantes.
Certains pays qui ont conservé une noblesse (Royaume-Uni notamment) lui imposent cependant une réglementation spécifique, voire un tribunal dédié (Écosse). En Écosse, les armoiries sont strictement personnelles, avec un système de brisures strictement appliqué pour les cadets. Cependant, le « droit » au port de telles ou telles armes est très largement une affaire de coutume.

## Création et évolution des blasons
La création des blasons, bien que laissée à l'initiative de leurs futurs possesseurs, s'est dotée dès le début de règles plus ou moins strictes, visant à rendre l'identification efficace : lecture facile par l'emploi de couleurs franches tranchant les unes sur les autres, motifs de grande taille aux contours simplifiés facilement lisibles, et surtout unicité des armoiries (souvent non respectée — plus par ignorance que par volonté de plagiat).

Blason de Gonesse.

Cette volonté identitaire se traduit aussi par l'utilisation de symboles, rappels de faits marquants ou traductions de traits caractéristiques liés au possesseur (armes par allusion), ou même figuration du patronyme, n'hésitant pas devant l'à-peu-près, voire le jeu de mots (armes parlantes). Par exemple, dans les armes de Gonesse, commune du Val-d'Oise, le gond enlacé d'une lettre S constitue un rébus.
Mais le blason n'est pas figé et il peut évoluer en fonction :
- d'une « alliance », où les blasons des alliés se réunissent pour n'en former plus qu'un, réunion codifiée par des règles traduisant le type d'union ;
- d'un « héritage », qui impose parfois à l'héritier une modification (une brisure) du blason initial en fonction du degré de parenté ;
- d'une « distinction honorifique » accordée par un suzerain, qui donne à un vassal le droit d'ajouter sur son blason un élément distinctif du sien (une augmentation) ;
- d'une distinction ou modification pour distinguer un nouveau blason de celui dont il a été dérivé (une brisure).

Il peut même disparaître et être remplacé par un blason de substitution, quand le blason original a été « déshonoré » pour une action peu reluisante de son possesseur ou d'un ancêtre du possesseur (par exemple, pour le lion : lion « couard », « vilené », etc.).

### Règles du blason
Les règles du blason proprement dit, c'est-à-dire celles qui portent sur la composition des armes, sont implicites et coutumières. Le caractère bien ou mal constitué d'un blason s'évalue en fonction d'un « esprit héraldique ». L'évaluation s'appuie sur l'avis d'autorités éminentes, qui énoncent leurs leçons dans des traités d'héraldique faisant référence. Ces règles sont donc nuancées et mouvantes comme celles du bon ton ; quand les avis autorisés sont unanimes, le jugement peut être tranché, il doit être nuancé sinon, pour les cas plus marginaux.
De fait, on ne connaît qu'une seule règle qui puisse s'énoncer en termes indiscutables, c'est-à-dire pour laquelle on peut déterminer avec certitude si elle est respectée ou non : « pas de métal sur métal, ni émail sur émail », dite règle de contrariété des couleurs.
On énonce parfois trois autres règles :
1. On ne peut mettre partition sur partition sauf si les lignes de divisions correspondent ;
2. Les meubles apparaissant en nombre sont identiques, donc, entre autres, de même couleur ou de même logique de coloration. Cette règle est loin d'être absolue et on connaît de nombreux cas de groupes non homogènes ;
3. Le blason doit être régulier, complet et bref ; cette règle signifie essentiellement qu'il doit être possible de blasonner suivant les règles usuelles (régulier)[19], et que le blason doit être spécifique. Il n'est pas possible de retenir pour blason « d'azur à trois meubles d'or » sans spécifier les meubles, par exemple. Le blason devrait être bref[17], c'est-à-dire peu chargé. Cette règle a largement perdu de sa pertinence par la prolifération des blasons composés, des brisures et autres augmentations.